# Podgorje (Virovitica)
Pour l’article homonyme, voir Podgorje.
Podgorje est un village de la municipalité de Virovitica (Comitat de Virovitica-Podravina) en Croatie.